# エチレングリコール
エチレングリコール（英: ethylene glycol、IUPAC名: ethane-1,2-diol）は、溶媒、不凍液、合成原料などとして広く用いられる 2価アルコールの一種である。分子式 C2H6O2、構造式 HO-CH2-CH2-OH、分子量 62.07。IUPAC命名法では エタン-1,2-ジオール、あるいは 1,2-エタンジオール と表される。粘稠な無色・透明な液体で、甘味があるが高濃度で毒性がある。水などの極性溶媒に溶けやすい。その性質に加えて融点が −12.6 ℃ と比較的低いので水冷エンジンなどの不凍液として用いられている。引火点 111℃、発火点 398℃で、消防法上の第4類危険物（第3石油類）に指定されている。宇宙空間で発見されている。

## 合成
エチレングリコールは、エチレンオキシド（エポキシエタン、オキシラン）を酸触媒下で加水分解すると得られる。無触媒条件下でも、高温、高圧下でエチレンオキシドと水を反応させてエチレングリコールを得ることができる。
{\displaystyle {\ce {C2H4O + H2O -> HO-CH2CH2-OH}}}
エチレングリコールの2008年度日本国内生産量は 628,793t、消費量は 12,089t である。

## 反応・用途
銅触媒のもとに空気酸化すると、グリオキサールを与える。また二クロム酸カリウムを用いて酸化すると、シュウ酸を生成する。
エチレングリコールは、ポリエチレンテレフタラート (PET) の主原料のひとつである。PEN,PTTなどのほかのポリエステルの原料としても同様に用いられる。
エチレングリコールのエーテル類はセロソルブ (cellosolve) とも呼ばれ、ブチルセロソルブやフェニルセロソルブ、ジメチルセロソルブなどが塗料の溶媒などとして広く用いられている。
融点が低い特性を生かし、自動車の不凍液として利用される。またこのことからアンチフリーズなどとも呼ばれている。かつては不凍液によく使われていたグリセリンより不凍液としての性能が高いことから普及したが、自然界に漏れ出した場合の環境への悪影響が大きいことから近年では再びグリセリンが見直されている面もある。

## 毒性
エチレングリコールは甘味を持ち、生体内で代謝を受けると有毒化する。代謝物のシュウ酸による低カルシウム血症、シュウ酸カルシウムの析出による腎障害を引き起こす。不凍液の誤飲や、ワインなどの食品添加物に誤用（過去、日本やドイツでは故意に利用）されて中毒事件の発生や社会問題化することもある。ジエチレングリコールも同様である。
誤飲した場合や自殺目的で飲用した場合は、代謝を拮抗するためにエタノールを投与し、エチレングリコールが代謝されずに尿から排泄されるのを待つ。

## 法規制
- 消防法 - 第4類危険物（第3石油類）[6]
- 労働安全衛生法 - 労働安全衛生法施行令第18条の2 名称等を通知すべき危険物及び有害物（安全データシート交付の義務）[6]、労働安全衛生法第100条第1項及び厚生労働省令に基づく平成27年有害物ばく露作業報告対象物質(含有量0.1%未満の製剤を除く)[7]。
- 海洋汚染等及び海上災害の防止に関する法律（海洋汚染防止法） - 海洋汚染等及び海上災害の防止に関する法律施行令別表第1 海洋環境の保全の見地から有害である物質(Y類物質)[8]
- 特定化学物質の環境への排出量の把握等及び管理の改善の促進に関する法律（化学物質排出把握管理促進法、PRTR法） - 第1種指定化学物質[6]